# Lefkoniko/Geçitkale
Geçitkale, griechisch Λευκόνοικο Lefkoniko, ist eine Kleinstadt im Norden der Mittelmeerinsel Zypern im Distrikt Gazimağusa der Türkischen Republik Nordzypern. Formell gehört der Ort zum Bezirk Famagusta der Republik Zypern.

## Geographie
Geçitkale liegt 24 Kilometer westlich der Hafenstadt Famagusta (Gazimağusa).

## Bevölkerung
Die Kleinstadt wurde 1831 durch Zyperntürken und Zyperngriechen bewohnt. 1831 zählte man 37 Zyperntürken und 220 Zyperngriechen. Nur wenig ist über die britische Periode in dem Dorf überliefert, die die Zeit von 1878 bis 1960 umspannte. Kurz nach der Übertragung der Insel auf Großbritannien bereisten zwei Engländerinnen Zypern und auch den Karpas. Sie hielten sich allerdings nicht in Lefkoniko auf, zumal eine der beiden einen schweren Sturz erlitt. Immerhin berichtet die Autorin von Olivenbäumen, nennt Maultiere und Esel.
1973 lebten keine Zyperntürken mehr im Ort, nur noch 2116 Zyperngriechen. Nach dem Einmarsch türkischer Streitkräfte im Jahre 1974 flohen die griechischen Bewohner in den Inselsüden und viele Zyperntürken aus dem gleichnamigen Dorf im Bezirk Larnaka siedelten sich in der Kleinstadt an. 1978 zählte man in Geçitkale 1232 Zyperntürken, 1996 1271 und 2006 1309. Geçitkale bildete 2011 mit 1253 Bewohnern eines der größten Orte im Distrikt Gazimağusa.

## Infrastruktur
Sechs Kilometer südlich des Ortes liegt der nach Geçitkale benannte Flugplatz Geçitkale. Dieser wurde 1974 durch die türkischen Streitkräfte erbaut und diente während der Umbauarbeiten am Flughafen Ercan als ziviler Flughafen der Türkischen Republik Nordzypern, ist allerdings seit 2004 geschlossen.